# Re-Foc
Re-Foc è il primo album in studio del duo di chitarristi messicani Rodrigo y Gabriela, pubblicato nel 2002.

## Tracce
Tutte le tracce sono di Rodrigo Sánchez e Gabriela Quintero tranne dove indicato.
1. Diem – 4:50
2. New One – 6:09
3. Foc – 5:39
4. Georges Street/The Tartar Frigate (Sánchez, Quintero; Matt Seattle) – 4:21
5. 30 de Marzo – 4:14
6. Paris – 3:52
7. Take Five/One (foc-ing version 9) (Paul Desmond; James Hetfield, Lars Ulrich) – 6:44
8. Temple Bar – 4:27